# 銭塘村
銭塘村（ぜんどもむら）は、熊本県の北部に位置していた村。

## 地理
- 河川：高良川

## 歴史
- 1874年 - 東銭塘村、西銭塘村、南銭塘村、北銭塘村が合併し銭塘村が成立。
- 1889年4月1日 - 町村制施行により内田村との町村組合による運営となる。
- 1956年9月30日 - 川口村、中緑村、内田村、奥古閑村、海路口村と新設合併し、天明村発足。

## 学校
- 銭塘村立銭塘小学校